# Lista de vulcões da República Democrática do Congo
Esta é uma lista de vulcões ativos e extintos na República Democrática do Congo.

## Vulcões
| Nome             | Elevação | Elevação | Localização                 | Última erupção     |
| Nome             | metros   | pés      | Coordenadas                 | Última erupção     |
| May-Ya-Moto      | 2000     | -        | 0° 56′ S, 29° 20′ L         | (1)                |
| Nyamuragira      | 3058     | 10,033   | 1° 24′ 29″ S, 29° 12′ 00″ L | 2011               |
| Mount Nyiragongo | 3470     | 11,384   | 1° 31′ S, 29° 15′ L         | 2010 (continuando) |
| Tshibinda        | 1460     | 4790     | 2° 19′ S, 28° 45′ L         | Holoceno           |
| Bisoke           | 3711     | 12,175   | 1° 28′ 12″ S, 29° 29′ 31″ L | 1957               |